# 荒江女侠
《荒江女俠》為中國小說家顧明道之武俠小說作品。於1929年起在《新聞報》副刊〈快活林〉連載，共91回，120萬字。後出版共6集88回，描寫方玉琴為父報仇，過程中遇到師兄岳劍秋，兩人共同奔走江湖、鏟奸除惡，最終結成美眷。
《荒江女俠》於1931年由上海世界書局出版單行本，由小說家范煙橋作序。至1940年出版到第六集結束。
本書在1930年翻拍成中國早期武俠電影《荒江女俠》。

## 主要人物
- 方玉琴：女主角，為父言大刀報仇而上崑崙山與白眉道人學藝。
- 岳劍秋：男主角，在女主角復仇途中，出手相救女主角。
- 鄧百霸：外號「飛天蜈蚣」，加害言大刀，是女主角之復仇目標。

## 風格
《荒江女俠》開言情武俠小說之端，於武俠打鬥場面之中加入情意纏綿之細節。嚴獨鶴在其序文中說“以武侠为经 , 以儿女情事为纬, 铁马金戈之中 ,时有脂香粉腻之致 ,能使读者时时转换眼光, 而不假非僻之途,不赘芜秽之辞，是以爱读者弛函交誉”，說明了其創作特點。
本書雖然仍延續了中國傳統武俠小說“说话体”叙事模式，但最大的突破在於以第一人稱作為敘述觀點，打破傳統章回小說的陳腐老套。但因長期連載，而稍嫌結構鬆散。
本書原是中篇小說架構，不意連載後大受讀者歡迎。鄭逸梅《藝壇百影》一書中回憶道：快活林主編嚴獨鶴為此致函顧氏，商請擴大拉成長篇。奈回首以中篇故，局面有欠開展，費了很大的力氣才得補救這個缺憾。

## 電影
在1930年翻拍成為中國第一部武俠電影《荒江女俠》，由影壇五女俠之一的徐琴芳飾演女主角，該系列電影一共出了十三集，轟動一時。
之後在1950年和1970年再度翻拍同名電影，1970年版本的女主角由鄭佩佩出演。

## 註腳
1. ↑  曹正文. . 知書房出版集團. 1998: 119. ISBN 9579663327.
2. ↑  杨剑龙; 徐 俊. . 郑 州 轻 工 业 学 院 学 报 (社 会 科 学 版 ). 2003年9月, 4 (3): 42.
3. 1 2  葉洪生. . 聯經出版事業公司. 1985.
4. 1 2  “荒江女侠”今何在——记我国第一家电影学校的一个女学生 毕云程  陈志超
5. ↑  錢理群; 吳福輝. . 五南圖書. 2002: 376. ISBN 9789571127323.